# Deir Sharqi
Deir Sharqi (tiếng Ả Rập: دير شرقي, cũng đánh vần Dayr al-Sharqi) là một ngôi làng thuộc chính quyền Idlib ở phía tây bắc Syria. Các địa phương lân cận bao gồm các mantiqah ("huyện") Trung tâm của Maarrat al-Nu'man về phía tây bắc, Maar Shamshah ở phía bắc, Maar Shamarin và Tālmanis về hướng đông bắc, Jirjinaz về phía đông, al-Tah ở phía nam, Hish để phía tây nam và Basqala, Hass và Kafr Nabl ở phía tây. Theo Cục Thống kê Trung ương Syria, Deir Sharqi có dân số 4.429 trong cuộc điều tra dân số năm 2004.
Deir Sharqi có một nhà thờ Byzantine -era có niên đại 361 CE. Một bức tranh khảm đáng chú ý đã được tìm thấy trong tòa nhà.